# أبو الحسن اللحياني
أَبُو الحَسَن عَلِيّ بِن المُبَارَك اللِّحيَانِي الهذلي  (؟ - 220هـ) هو نحويٌّ من الكوفة، ومن أئمة نحاة الطبقة الثالثة من المدرسة الكوفية في النَّحو امتاز بكثرة نقله وتدوينه للنوادر من اللغة.

## حياته
لم ينقل الرواةُ الكثيرَ عن اللحياني، وقيل أنَّه لُقِّبَ باللحياني لأنّه من قبيلة بني لحيان بن هذيل، وقيل كذلك أنَّه لُقِّبَ باللحياني لضخامة لحيته، واسمه الأصلي هو علي بن المبارك، وقيل أنَّ اسمه الأصلي علي بن حازم، ويُكنَّى بأبي الحسن. أخذَ اللحياني النَّحو عن الكسائي والفراء وأبي الحسن الأحمر، وجميعهم نحاة كوفيون، وانتهج اللحياني مذهب أساتذته، وتعمَّق في العلم حتى صار واحداً من أئمة الطبقة الثالثة من نحاة الكوفة، إلى جانب الفراء وهشام والأحمر، غير أنَّ أبو محمد اليزيدي عدَّه في «بغية الوعاة» من نحاة الطبقة الثانية مع الكسائي. ويذكر البعض أنَّ اللحياني أخذ العلم أيضًا عن عبد الملك الأصمعي وأبي عبيدة معمر بن المثنى وأبي زيد الأنصاري، وعلى كُلِّ حال يظلُّ عمدته ومثاله الأعلى الكسائي إمام الكوفيين. تُوفِّيَ اللحياني في سنة 220هـ، في خلافة المعتصم بالله.
من آرائِه المشهورة قوله أنَّ بعض العرب ينصبون بأداة الجزم «لَم»، ويجزمون بأداة النَّصب «لَن»، وهذا هو تفسيره لمن قرأ الآية على النَّحو: «أَلَمْ نَشْرَحَ لَكَ صَدْرَكَ» بفتح الفعل «نَشْرَحَ». واشتهر اللحياني بكثرة النوادر، مثل غيره من نحاة الكوفة، وله كتاب بهذا العنوان. ومن نوادر ما نقله في اللغة: «ذُرُّوح، وذَرُّوح، وذُرّاح، وذُرْنوح، وذُرَحْرَح، وذُرَّحْرَح». واللحياني هو أوَّل من دوَّن المثل: «يا حابِلُ اذْكُر حَلاً»، ويُضرَب في التبصُّر بعواقب الأمور. ومن نوادره ما أورده أبو الحسن الطوسي: «قال: كنا في مجلس اللحياني، وكان عازماً على أن يملي نوادر ضعف ما أملى، فقال: تقول العرب: «مثقل استعان بذقنه»، فقام إليه ابن السكيت، وهو حدث، وقال: يا أبا الحسن، إنما تقول العرب: «مثقل استعان بدفيه»، تريد أن الجمل إذا أنهض للحمل وهو مثقل استعان بجنبيه، فقطع الإملاء؛، فلما كان في المجلس الثاني أملى: تقول العرب: «هو جاري مكاشري»، فقام إليه ابن السكيت أيضًا فقال: أعزك الله تعالى! وما معنى «مكاشري»! إنما هو «مكاسري» بمهملة، أي كسر بيتي إلى بيته».

## مؤلفاته
- «النوادر» (مفقود)